# Hapalomys
Hapalomys is een geslacht van knaagdieren uit de muizen en ratten van de Oude Wereld dat voorkomt in Zuidoost-Azië. Van alle levende geslachten is Hapalomys waarschijnlijk het nauwste verwant aan Chiropodomys, die enkele specialisaties, onder andere in de structuur van de kiezen, deelt. Van dit geslacht zijn vier Pleistocene soorten bekend uit Zuid-China en Zuid-Thailand en drie levende soorten.

## Kenmerken
De leden van dit geslacht zijn sterk aan het leven in bomen aangepaste ratten. De rug is bruinachtig, de onderkant wit. Zoals veel boomdieren hebben ze een zachte, dichte vacht en een lange staart die eindigt in een soort penseel. Op de oren zitten lange haren. De voeten zijn lang. Aan de hallux zit een nagel, geen klauw. Vrouwtjes hebben 1+1+2=8 mammae.

## Soorten
Er zijn zeven soorten (vier fossiel):
- Hapalomys angustidens† (Pleistoceen van Zuid-China)
- Hapalomys delacouri (Zuid-China inclusief Hainan, Noord-Laos, Midden-Vietnam; fossiel in Sichuan-Guizhou en Noordoost-Thailand)
- Hapalomys eurycidens† (Pleistoceen van Zuid-China)
- Hapalomys gracilis† (Pleistoceen van Zuid-China)
- Hapalomys khaorupchangi† (Pleistoceen van Zuid-Thailand)
- Hapalomys longicaudatus (Yunnan tot Maleisisch Schiereiland)
- Hapalomys suntsovi (zuidelijk Vietnam)

Abditomys · 
Abeomelomys · 
Aethomys · 
Anisomys · 
Anonymomys · 
Apodemus · 
Apomys · 
Archboldomys · 
Arvicanthis · 
Baiyankamys · 
Baletemys · 
Bandicota · 
Batomys · 
Berylmys · 
Brassomys · 
Bullimus · 
Bunomys · 
Canariomys · 
Carpomys · 
Chingawaemys · 
Chiromyscus · 
Chiropodomys · 
Chiruromys · 
Chrotomys · 
Coccymys · 
Colomys · 
Congomys · 
Conilurus · 
Coryphomys · 
Crateromys · 
Cremnomys · 
Crossomys · 
Crunomys · 
Dacnomys · 
Dasymys · 
Dephomys · 
Desmomys · 
Diomys · 
Diplothrix · 
Echiothrix · 
Eropeplus · 
Frateromys · 
Golunda · 
Gracilimus · 
Grammomys · 
Hadromys · 
Haeromys · 
Halmaheramys · 
Hapalomys · 
Heimyscus · 
Hybomys · 
Hydromys · 
Hylomyscus · 
Hyomys · 
Hyorhinomys · 
Kadarsanomys · 
Komodomys · 
Lamottemys · 
Leggadina · 
Lemniscomys · 
Lenomys · 
Lenothrix · 
Leopoldamys · 
Leporillus · 
Leptomys · 
Limnomys · 
Lorentzimys · 
Macruromys · 
Madromys ·
Malacomys · 
Mallomys · 
Malpaisomys · 
Mammelomys · 
Margaretamys · 
Mastacomys · 
Mastomys · 
Maxomys · 
Melasmothrix · 
Melomys · 
Mesembriomys ·
Micaelamys · 
Microhydromys · 
Micromys · 
Millardia · 
Mirzamys · 
Montemys · 
Mus · 
Musseromys · 
Mylomys · 
Myomyscus · 
Nesokia · 
Nilopegamys · 
Niviventer · 
Notomys · 
Ochromyscus · 
Oenomys ·
Otomys · 
Palawanomys · 
Papagomys · 
Parahydromys · 
Paraleptomys · 
Paramelomys · 
Parotomys · 
Paucidentomys · 
Paulamys · 
Pelomys · 
Phloeomys · 
Pithecheir · 
Pithecheirops · 
Pogonomelomys · 
Pogonomys · 
Praomys · 
Protochromys · 
Pseudohydromys · 
Pseudomys · 
Rattus · 
Rhabdomys · 
Rhynchomys · 
Saxatilomys ·
Serengetimys ·
Solomys · 
Sommeromys · 
Soricomys · 
Spelaeomys · 
Srilankamys · 
Stenocephalemys · 
Stochomys · 
Sundamys · 
Taeromys · 
Tarsomys · 
Tateomys · 
Thallomys · 
Thamnomys · 
Tokudaia · 
Tonkinomys ·
Tryphomys · 
Typomys · 
Uromys · 
Vandeleuria · 
Vernaya · 
Xenuromys · 
Xeromys · 
Zelotomys · 
Zyzomys
Hapalomys angustidens† · Hapalomys delacouri · Hapalomys eurycidens† · Hapalomys gracilis† · Hapalomys khaorupchangi† · Hapalomys longicaudatus · Hapalomys suntsovi